# Antony Walker
Antony Walker (Sydney, 5 dicembre 1967) è un direttore d'orchestra, direttore teatrale e direttore artistico australiano naturalizzato statunitense, attualmente residente a Washington. Ha ricoperto gli incarichi di direttore musicale dei Sydney Philharmonia Choirs, di maestro del coro e direttore dello staff della Welsh National Opera ed è attualmente direttore artistico e direttore d'orchestra della Washington Concert Opera e direttore musicale della Pittsburgh Opera. Ha cofondato la Pinchgut Opera, il gruppo vocale Cantillation e le orchestre Sinfonia Australis e Orchestra of the Antipodes. Formatosi alla Sydney Grammar School e laureato con lode all'Università di Sydney, Walker si è formato come tenore, pianista, violoncellista e compositore.

## Biografia
Al Metropolitan Opera di New York, Walker ha diretto le rappresentazioni di Orfeo ed Euridice di Gluck, Il barbiere di Siviglia, Il flauto magico e I pescatori di perle, nonché il concerto per la finale delle audizioni del Consiglio nazionale nel 2016.
Per la English National Opera ha diretto Lucia di Lammermoor e I racconti di Hoffmann.
Walker è apparso come direttore ospite con Opera Australia, West Australian Opera, English National Opera, Santa Fe Opera, Wolf Trap Opera, The Glimmerglass Festival, il Merola Program della San Francisco Opera, Chautauqua Opera, Minnesota Opera, Arizona Opera, Lyric Opera di Kansas City, North Carolina Opera, Teatro Comunale di Bologna e Opera di Firenze. Nel 2008 ha diretto la prima americana dell'opera Troilus and Cressida di William Walton al Teatro dell'Opera di St Louis e nella stagione 2018-19 per la Washington Concert Opera ha diretto la prima americana di Sapho di Gounod (con Kate Lindsay) e la prima rappresentazione negli Stati Uniti dal 1835 di Zelmira di Rossini, con Silvia Tro Santafé, Lawrence Brownlee e Vivica Genaux.
Ha diretto le orchestre sinfoniche di Sydney, Melbourne, Queensland, Adelaide, Tasmania e West Australian, l'Australian Chamber Orchestra, la BBC National Orchestra of Wales, l'Orchestre Colonne a Parigi, Thessaloniki State Symphony e ha debuttato con l'Orchestra del Mozarteum di Salisburgo nel gennaio 2019 con un programma di Berlioz e Tchaikovsky. È noto come ottimo interprete del "bel canto", di Rossini, dell'opera francese, di Verdi, Puccini, dei compositori classici viennesi, Bach e Händel, nonché dei compositori francesi e inglesi del XX secolo.

## Registrazioni selezionate
- Marc-Antoine Charpentier: David et Jonathas (David et Jonathas H.490), Anders J. Dahlin (David), Sara Macliver (Jonathan), Dean Robinson (Saul), Paul Mcmahon (La Pythonisse), Richard Anderson (Achis), David Parkin (Ghost of Samuel), Simon Lobelson (Joabel) ; Pinchgut Opera, Orchestra of the Antipodes & Cantillation diretta da Antony Walker, (2 CD ABC Classics, cat. 4763691) 2009.